# Södertelge Badinrättning

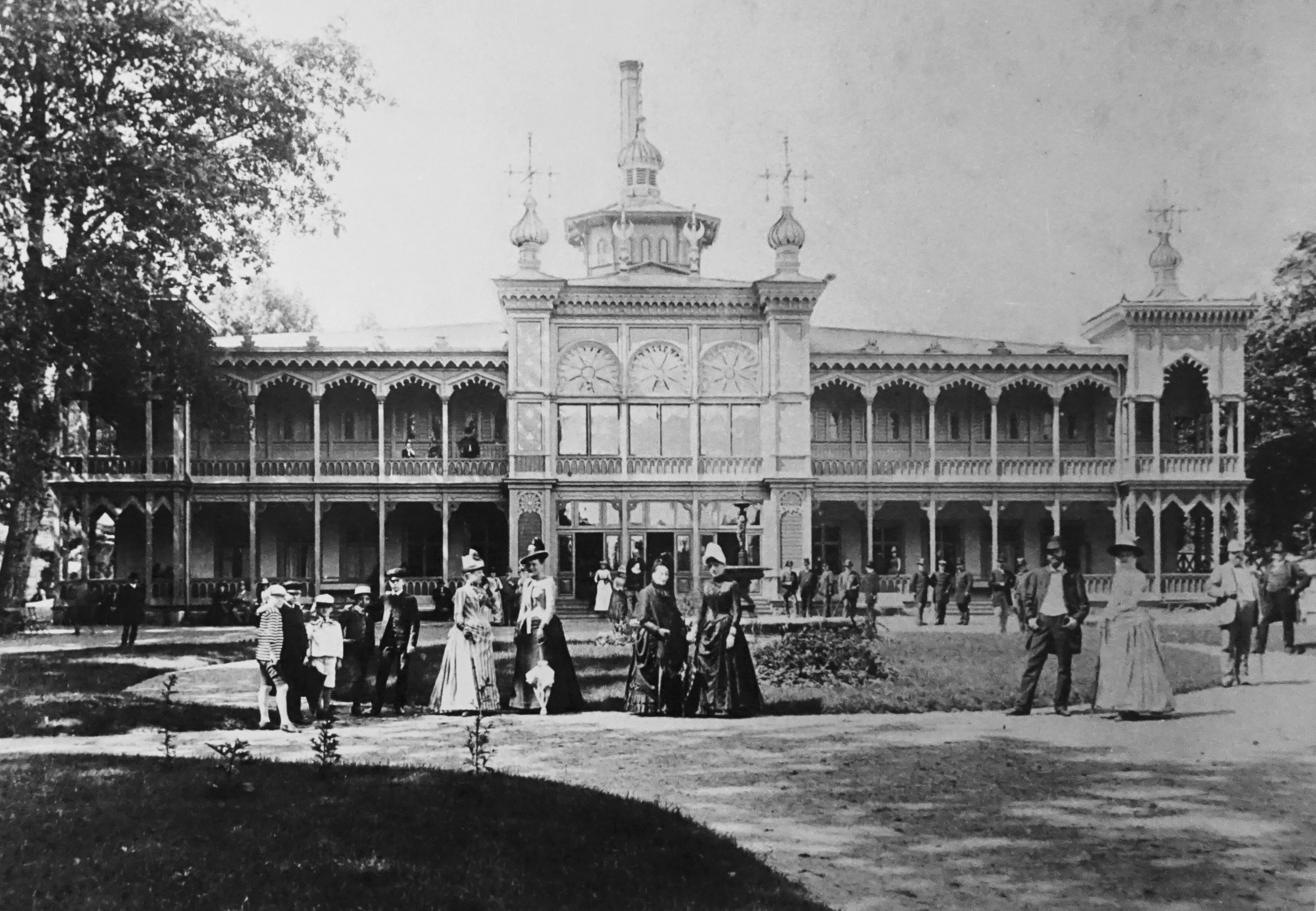
Badhuset på Södertälje Badinrättning, i Nedre Badparken, 1880-talet

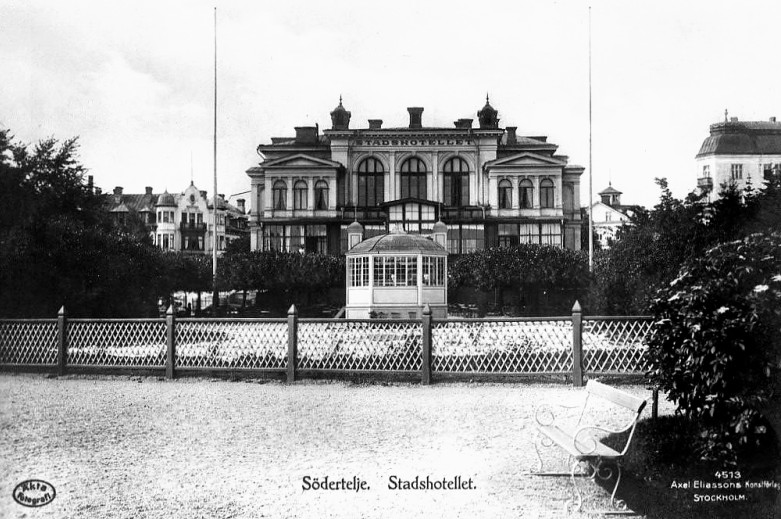
Nya Strandhotellet i nuvarande Stadsparken, mellan 1880 och 1890

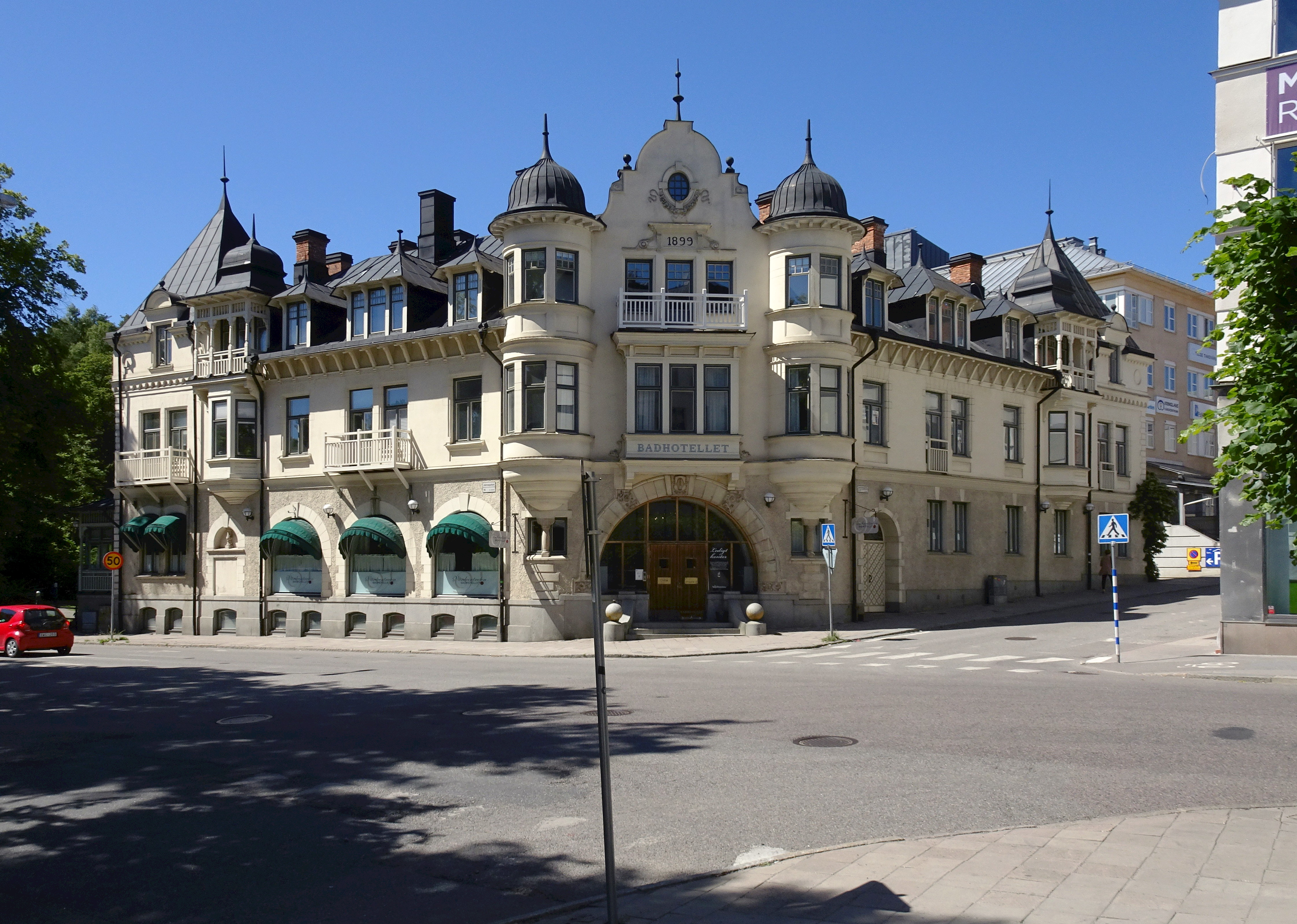
Badhotellet vid Järnagatan

Södertelge Badinrättning grundades 1849 som Södertälje Kallvattenkurinrättning i Badparken. Till anläggningen hörde också ett kallvattenbadhus vid sjön Maren i Saltsjögatans förlängning, efter tio år kompletterad med ett varmbadhus strax norr därom, vid västra sidan av Saltsjögatan i nuvarande Stadsparken.
Den ursprungliga kallvattenkurinrättningen revs 1886, efter det att den blivit omodern. I stället byggdes ett nytt modernt badhus i morisk stil, ritat av Ernst Haegglund, som blev populärt hos badgäster från Stockholm. Detta uppfördes på samma plats som det tidigare, i Nedre Badhusparken i kvarteret Asken, där numera Oxbacksleden går.
Badinrättningen brann ned i februari 1903. Det efterföljdes 1905 dels av ett nytt varmbadhus på samma plats, dels av Societetshuset. Badhuset, som hade ritats av godsägaren och amatörarkitekten Justus Hellsten (1845–1911),
 revs 1964. Societetshuset revs 1974.
För badinrättningens gäster byggdes två hotell av hög klass. Ernst Haegglund ritade Nya Strandhotellet (nuvarande Södertälje stadshotell) vid Järnagatan i norra ändan av den senare Stadsparken, bredvid järnvägsstationen Södertelge Öfre. Detta stod klart 1887. I kvarteret Asken vid Järnagatan mitt emot järnvägsstationen uppfördes 1899 Badhotellet, ritat av Edward Ohlsson.
Stadens badortsepok varade mellan åren 1849 och 1945.